# Пустовойтова, Юлия Евгеньевна
Юлия Евгеньевна Пустовойтова (род. 23 октября 1976, Москва) — российская и итальянская актриса, актриса театра «У Никитских ворот» и ДМТЮА. Бывшая ведущая программы «Спокойной ночи, малыши!» (Юля).

## Биография
Родилась 23 октября 1976 года. После детской оперной студии поступила в Музыкальный театр юного актёра. Окончила Музыкальное училище им. Гнесиных по специальности «актриса музыкального театра», затем актёрский факультет РАТИ (ГИТИС). В 2006 году окончила вокальный факультет Славянского университета.
Снялась в фильме-лауреате премии «Святая Анна». В течение 5 лет (1998—2003 годы) вела передачу «Спокойной ночи, малыши!» (в 2003 году заменена Оксаной Фёдоровой). В 1998 году руководство программы вывело доктрину — «дети должны видеть красивых людей», а к тому времени Юлия была миловидной девушкой. Был начат кастинг, и Юлия его прошла, посвятив пять лет детям и для детей.
С 2001 года работает в театре «У Никитских ворот». В настоящее время с 2003 года является ведущей и актрисой детских образовательных телепрограмм «Шишкин Лес», «Доброе Слово» и «Сказки и истории» на канале «Радость моя».
Живёт в Италии вместе с семьёй.